# Ingersaueler Mühle
Ingersaueler Mühle ist ein Ortsteil der Gemeinde Neunkirchen-Seelscheid im nordrhein-westfälischen Rhein-Sieg-Kreis.

## Lage
Ingersaueler Mühle liegt im Naafbachtal und westlich von Seelscheid. Nachbarort im Westen ist Ingersauel und im Osten Breiderheide.

## Geschichte
Die Wassermühle gehörte bis 1969 zur Gemeinde Seelscheid.
1830 wurde die Ingersaueler Mühle nicht verzeichnet. 1845 hatte die Mühle acht katholische Einwohner, 1888 ebenso. In beiden Registern wurde sie als Ingersauermühle bezeichnet.
1901 hatte die Mühle sieben Einwohner. Hier wohnte die Familie Müllerin Witwe Franz Frackenpohl. 1910 war die Müllerin zudem noch Ackerin.